# NGC 6486
NGC 6486 (другие обозначения — MCG 5-42-6, ZWG 171.12, NPM1G +29.0417, PGC 61033) — галактика в созвездии Геркулес.
Этот объект входит в число перечисленных в оригинальной редакции «Нового общего каталога».